# Rifeu
Rifeu, va ser un troià company d'Enees, un personatge mític menor del cicle èpic de la guerra de Troia, encara que no figura a la mitologia grega ni a les epopeies homèriques, la Ilíada i l'Odissea, sinó que deriva exclusivament d'una brevíssima menció que en fa Virgili a l'Eneida i d'una posterior menció a la Divina Comèdia de Dante Alighieri.

## A l'Eneida
A l'Eneida es menciona fugaçment Rifeu
"...cadit et Rhipeus, iustissimus unus

qui fuit in Teucris et seruantissimus aequi

(dis aliter uisum)..."

## A laDivina Comèdia
Tretze segles després de la primera menció/invenció del personatge per part de Virgili, Dante Alighieri al·ludeix a Rifeu al cant XX del Paradís (La Divina Comèdia), i el situa al Cel de Júpiter, el cel dels justos. Rifeu és "el més just de tots", segons el vers citat de Virgili, però és pagà; Dante menciona a Rifeu com a exemple d'un heroi obscur, i símbol (en el destí que Dante li atribueix a la Divina Comèdia) de la inescrutabilitat amb què la Gràcia i la divina misericòrdia operen. Segons Dante, la Gràcia pot permetre a l'heroi virtuós, d'ésser il·luminat i veure la futura Redempció, fent-se cristià a pesar d'haver sigut pagà i haver pretesament viscut al segle xii abans de Crist.